# Карабальо, Густаво
Густаво Карабальо (исп. Gustavo Caraballo; родился 29 августа 2008) — американский футболист, вингер клуба MLS «Орландо Сити».

## Клубная карьера
Воспитанник академии «Орландо Сити», 14 августа 2023 года Карабальо подписал свой первый профессиональный контракт с «Орландо Сити B», выступающим в MLS Next Pro. 22 февраля 2025 года впервые попал в заявку основной команды клуба на матч MLS против «Филадельфии Юнион», однако на поле не появился. 1 марта 2025 года вышел на замену в матче против «Торонто», дебютировав за «Орландо Сити».